# 646
Năm 646 là một năm trong lịch Julius. 